# Marco Ummidio Quadrato
Marco Ummidio  (o Numidio) Quadrato Anniano (Roma, 138 – Roma, 182) è stato un politico romano, nipote dell'imperatore Marco Aurelio.

## Biografia
Quadrato era figlio della sorella di Marco Aurelio, Annia Faustina Cornificia e di un senatore romano che fu console suffetto nel 146: Gaio Ummidio (o Numidio) Quadrato Anniano Vero. Quadrato discendeva da una delle famiglie più importanti di Roma. È nato e cresciuto a Roma. Attraverso sua madre è stato membro e parente della dinastia antoniniana, regnante sull'Impero Romano. Sua sorella fu Numidia Cornificia Faustina.
La madre di Quadrato morì nel 152. Dopo la sua morte, Quadrato e la sorella Cornificia Faustina si divisero le proprietà ereditate dalla madre, che li resero ricchissimi.
Dopo la morte di sua madre, Quadrato ebbe come amante una donna di origini libertine chiamata Marcia, che in seguito divenne amante dell'imperatore Commodo (180-192) e, dopo la morte di Commodo, diventerà moglie di Ecletto, già ciambellano di Quadrato.
Nel 167, durante il regno dei co-imperatori Marco Aurelio e Lucio Vero, Quadrato fu nominato console ordinario. Dopo il suo consolato, Quadrato adottò, come suo figlio ed erede, il primo figlio del senatore e filosofo Gneo Claudio Severo, proveniente dal Ponto greco-romano. Suo figlio adottivo assume il nome di Marco Claudio Numidio Quadrato. Il motivo per cui Quadrato adottò il primo figlio di Gneo Claudio Severo non è noto.
Quando Marco Aurelio morì, nel 180, Commodo (che era cugino di Quadrato per parte materna) succedette a suo padre; la sorella di Commodo, Lucilla, non era felice di vivere come una tranquilla, privata cittadina romana e divenne gelosa di suo fratello e di sua cognata, a causa degli onori che ricevevano. Inoltre si mostrò molto preoccupata a causa del comportamento instabile di suo fratello.
Nel 182, Lucilla, la figlia Plautia, il nipote acquisito e (con l'aiuto di Quadrato) Cornificia Faustina avevano progettato di assassinare Commodo e sostituirlo con Lucilla e il suo secondo marito, il console Tiberio Claudio Pompeiano Quintiano, come nuovi governanti di Roma. Quadrato, suo figlio adottivo e sua sorella furono coinvolti nella trama di Lucilla perché appartenevano alla stessa dinastia di Commodo. Un altro motivo per il quale Quadrato è stato coinvolto in questa storia è che Quadrato e Lucilla possono essere stati amanti.
Il nipote acquisito di Lucilla, Quinziano, uscì fuori dal suo nascondiglio con un pugnale, cercando di colpire Commodo. Gli disse: "Ecco il pugnale che ti manda il Senato", esprimendo la sua intenzione prima di avere la possibilità di agire. Le guardie furono più veloci di lui. Fu sopraffatto e disarmato senza fare del male all'imperatore.
Il complotto per uccidere Commodo non riuscì. Quando la congiura fu svelata, l'imperatore ordinò la morte di Quadrato, di suo figlio adottivo e di Quinziano. Commodo probabilmente confiscò a proprio vantaggio le ricchezze di Quadrato. Lucilla, sua figlia Faustina e Cornificia furono esiliate nell'isola di Capri. L'imperatore poi inviò in quello stesso anno un centurione a Capri per giustiziare le tre donne.